# Paranelima cerrana
Paranelima cerrana is een hooiwagen uit de familie Sclerosomatidae.